# Thor (Comic)

Logo der Comicserie

Thor ist eine Comicfigur aus dem Marvel-Universum. Die Figur des Superhelden wurde von Stan Lee und Jack Kirby geschaffen und erschien erstmals 1962 in Journey Into Mystery #83.

## Charakter
Der Charakter der Figur basiert auf dem Donnergott Thor. Viele seiner Charakteristika und seine Geschichte wurden aus der nordischen Mythologie übernommen. Wie der Gott der nordischen Mythologie ist er auch im Comic der Sohn von Göttervater Odin und Forjgyn, die ihm seine Kräfte als Asathor schenkt. Er besitzt auch als Waffe den Hammer Mjölnir.
Thor ist ein Hüne, mit seiner Größe von 1,98 m und einem Gewicht von 290 Pfund besitzt er eine außergewöhnliche Stärke. Er ist Mitglied der Avengers. Der Donnergott wurde als Strafe für das Missachten des Nichteinmischungspaktes der irdischen Götter in der Marvelrealität, von seinem Vater Odin auf die Erde verbannt. Hier musste er viele Jahre ohne Gedächtnis als der gehbehinderte Arzt Dr. Don Blake arbeiten, bis er den als Stock getarnten Hammer fand und sein Geheimnis entdeckte.
Fortan führte der das Doppelleben Thor/Dr. Don Blake, bis Odin die Gabe der Verwandlung auf Beta Ray Bill übergehen ließ. Kurzfristig führte Thor dann die Doppelidentität Sigurd Jarlson, nur getarnt durch Zivilkleidung, Pferdeschwanzfrisur und Brille (Scherzhafterweise ließen die Zeichner Jarlson direkt bei seinem ersten Auftreten mit Clark Kent zusammenrempeln). Als Thor eines Tages dem Tode nahe war, erhielt er von dem mysteriösen Marnot die Chance zu einem Weiterleben. Als Auflage dafür musste Thor das Leben des Rettungssanitäters Jake Olsen weiterführen. Dieser arbeitet im selben Krankenhaus wie Dr. Jane Foster, die ehemalige Assistentin von Dr. Don Blake.

## Andere Figuren im Kostüm von Thor
Beta Ray Bill ist ein Alien, das sich als würdig genug erweist, um Mjolnir zu heben. Er trägt den Hammer eine Weile, während Thor versucht, ihn zurückzubekommen. Schließlich versöhnen sich die beiden und Beta Ray Bill erhält einen eigenen Hammer, den Stormbreaker.
Auch hier erscheint eine weibliche Form Thors (Tarena), eine Frau von der Erde, welche sich von Thors Geschichten inspirieren lässt. Auf dem Weg zu ihrer Macht unternimmt sie alles, um eine Asin zu werden, und schafft es schließlich und wird von Thor als Hüterin der Erde eingesetzt.
Im Herbst 2014 wird mit dem Relaunch der Thor-Serie erstmals eine weibliche Heldin Mjolnir tragen. Während der originale Thor sich als unwürdig erweist, nimmt sie die Rolle der Donnergöttin an, bis zu dem Moment, in dem Thor wieder als würdig erachtet wird, Mjolnir zu tragen. Ihre Identität war längere Zeit unbekannt, doch in Thor (vol. 4) #8 (2015) wurde enthüllt, dass es sich um Dr. Jane Foster handelt.

## Andere Medien

### Marvel Cinematic Universe
Im Jahr 2011 wurde Thor erstmals im Marvel Cinematic Universe etabliert, dargestellt durch Chris Hemsworth. Neben drei Solo-Filmen war Hemsworth in vier Avengers-Produktionen zu sehen.
| Jahr                      | Titel                      | Originaltitel             | Regie                     | Titelrolle                | Anmerkung                                                            |
| Marvel Cinematic Universe | Marvel Cinematic Universe  | Marvel Cinematic Universe | Marvel Cinematic Universe | Marvel Cinematic Universe | Marvel Cinematic Universe                                            |
| ------------------------- | -------------------------- | ------------------------- | ------------------------- | ------------------------- | -------------------------------------------------------------------- |
| 2011                      | Thor                       | Thor                      | Kenneth Branagh           | Chris Hemsworth           |                                                                      |
| 2012                      | Marvel’s The Avengers      | Marvel’s The Avengers     | Joss Whedon               | Chris Hemsworth           | Hauptrolle im Ensemblefilm                                           |
| 2013                      | Thor – The Dark Kingdom    | Thor – The Dark World     | Alan Taylor               | Chris Hemsworth           |                                                                      |
| 2015                      | Avengers: Age of Ultron    | Avengers: Age of Ultron   | Joss Whedon               | Chris Hemsworth           | Hauptrolle im Ensemblefilm                                           |
| 2016                      | Doctor Strange             | Doctor Strange            | Taika Waititi             | Chris Hemsworth           | Cameo, Thors Szene nicht vom Film-Regisseur Scott Derrickson gedreht |
| 2017                      | Thor: Tag der Entscheidung | Thor: Ragnarok            | Taika Waititi             | Chris Hemsworth           |                                                                      |
| 2018                      | Avengers: Infinity War     | Avengers: Infinity War    | Anthony und Joe Russo     | Chris Hemsworth           | Hauptrolle im Ensemblefilm                                           |
| 2019                      | Avengers: Endgame          | Avengers: Endgame         | Anthony und Joe Russo     | Chris Hemsworth           | Hauptrolle im Ensemblefilm                                           |
| 2021                      | Loki                       | Loki                      | Kate Herron               | Chris Hemsworth           | Serie, Stimme, Cameo als Throg (Thor als Frosch)                     |
| 2021                      | What If…?                  | What If…?                 | Byron Andrews             | Chris Hemsworth           | Animationsserie, Stimme                                              |
| 2022                      | Thor: Love and Thunder     | Thor: Love and Thunder    | Taika Waititi             | Chris Hemsworth           |                                                                      |

### Serien
Bereits in den 1960er Jahren trat Thor in der Reihe The Marvel Super Heroes auf. Das Segment Der mächtige Thor umfasste 13 Episoden. In den 2010er Jahren folgten Animationsserien zu den Avengers.
| Jahr(e)     | Titel                                          | Originaltitel                          | Anmerkung                               |
| ----------- | ---------------------------------------------- | -------------------------------------- | --------------------------------------- |
| 1966        | Der mächtige Thor                              | The Mighty Thor                        | als Segment von The Marvel Super Heroes |
| 2010 – 2012 | Die Avengers – Die mächtigsten Helden der Welt | The Avengers: Earth’s Mightiest Heroes |                                         |
| 2013 – 2019 | Avengers – Gemeinsam unbesiegbar               | Avengers Assemble                      |                                         |

### Filme
Bereits 1988 hatte Thor eine Nebenrolle in einem Fernsehfilm über den Hulk. 2006 wurde Thor in einem Animationsfilm zu den Avengers dargestellt.
| Jahr | Titel                              | Originaltitel                 | Regisseur                                   | Titelrolle        | Anmerkung                    |
| ---- | ---------------------------------- | ----------------------------- | ------------------------------------------- | ----------------- | ---------------------------- |
| 1988 | Die Rückkehr des unheimlichen Hulk | The Incredible Hulk Returns   | Nicholas Corea                              | Eric Allan Kramer | Film zur Fernsehserie        |
| 2006 | Ultimate Avengers – The Movie      | Ultimate Avengers – The Movie | Curt Geda, Steven E. Gordon, Bob Richardson | Dave Boat         | Animationsfilm, Ensemblefilm |